# Кассанье, Антуан де
Антуан де Кассанье (фр. Antoine de Cassagnet; ум. 1569), сеньор де Тийяде, Кассанье и Коссан — французский военный.

## Биография
Сын Бертрана, сеньора де Кассанье, и Жанны де Бузе, дамы де Ла-Саль-де-Тийяде.
Отличился в ходе военных действий в Пьемонте, где в 1555 году стал губернатором Верруа. С 1562 года служил в Гиени под началом маршала Монлюка, в отсутствие которого был губернатором Бордо. Карл IX пожаловал его в рыцари ордена Святого Михаила и назначил дворянином Палаты короля.
Был послан Монлюком к маршалу Дамвилю. Вернувшись, Тийяде нашел губернатора под Мон-де-Марсаном, который тот осадил 13 сентября 1569, и прибыл в момент, когда Монлюк приказал своим войскам форсировать реку вброд. Получил аркебузную пулю в живот, галопируя вдоль рва, чтобы передать конным аркебузирам распоряжение открыть огонь. Был перевезен в свой загородный дом, где скончался спустя два дня.

## Семья
Жена (27.01.1548): Жанна де Безоль
Сын:
- Бернар (1555—1622), сеньор де Тийяде